# 우푸투
우푸투(줄루어: uphuthu) 또는 푸투(줄루어: phuthu)는 남아프리카공화국 등지에서 먹는 팝의 하나이다. 스왈로 형태의 팝을 만들 때보다 물을 적게 사용해, 고슬고슬한 식감의 음식으로 만든다.

## 이름
- 우푸투(줄루어: uphuthu)
- 움포꼬꼬(코사어: umphokoqo)
- 푸투(줄루어: phuthu)
- 푸투 팝(영어: putu pap)
- 크뢰멀팝(아프리칸스어: krummelpap)

## 같이 보기
- 아체케